# 鉅鹿の戦い
鉅鹿の戦い（きょろくのたたかい）は、中国陳勝・呉広の乱直後の紀元前207年に項羽の楚軍と章邯の秦軍との間で鉅鹿（現在の河北省邢台市平郷県）で行われた戦い。

## 鉅鹿の戦いまでの流れ

### 秦軍
陳勝・呉広の乱を鎮圧するために秦の首都咸陽から大軍を率いて出撃した将軍章邯は首尾良く反乱軍を撃破し、陳勝・呉広や項梁といった反乱軍の指揮官を殺害することに成功した。
その後、趙が起こした反乱の鎮圧のために章邯は趙へ侵攻、首都邯鄲を破壊し、更に趙王と張耳が籠城する鉅鹿城を部下の王離・蘇角・渉間に包囲させた。

### 楚軍
秦軍に包囲された鉅鹿城に、楚は将軍宋義を主将、将軍項羽を副将とする援軍を派遣した。
しかし宋義は途中の安陽で46日間も逗留した。宋義としては、勢いに乗っている上に圧倒的な大軍である秦軍と趙軍をなるべく長期間戦わせることで秦軍を疲弊させ、その後で攻撃を開始すべきだと考えていた。また彼は、秦に対抗するために斉との同盟の話も進めており、息子の宋襄を斉の宰相として送ることとなった。
一方秦との速戦を望む項羽は調略を重視して中々戦おうとしない宋義に業を煮やして首を刎ね、「宋義は斉と共に楚への反乱を企てたので楚王の密命により誅殺した」と主張して諸将を納得させ、自身が主将となって楚軍を率いて鉅鹿へ進軍した。

## 破釜沈舟
項羽は腹心の英布に先遣隊を任せて鉅鹿に急行させた。しかし英布は兵力で勝る秦軍に苦戦したため、項羽は自ら軍を率いて黄河を渡り、3日間の食料だけを残して渡河の船や料理の鍋などを全て黄河に捨てた。
後が無くなった項羽の楚軍は秦の大軍を相手に奮戦し、ついに秦軍を打ち破った。秦軍は王離が捕虜となり、蘇角が戦死し、渉間が自害して、章邯も退却を余儀なくされた。

## 戦後
兵力で劣る項羽の楚軍が勝利したことにより、項羽の下には諸侯の兵が集まり始めた。章邯の秦軍はその後九度に及ぶ項羽の諸侯連合軍との会戦に全て敗北し、最終的に章邯が部下の司馬欣・董翳の説得に応じて楚軍に降伏して秦は継戦能力を事実上失うこととなった。
項羽は章邯・司馬欣・董翳を配下に加えたが、秦軍の降兵20万人は不穏な気配があるとして英布に皆殺しにさせた。
その後、諸侯連合軍は咸陽へ進軍し、項羽は先に咸陽を制圧していた楚の将軍劉邦と咸陽郊外で会見した（鴻門の会）。
楚の懐王（義帝）は項羽と劉邦のうち、咸陽を含む関中を先に平定した方に関中を与えると約束していた。この約束に従えば関中は劉邦に与えられるはずであったが、項羽は圧倒的な武力を背景に懐王の約束を反故にし、劉邦を辺境の漢中に左遷した。一方関中は項羽の息がかかった章邯・司馬欣・董翳の3人に分割して与えた。
後に劉邦は漢中にて挙兵し、章邯・司馬欣・董翳の軍を撃破して楚漢戦争が勃発することとなる。